# Xiao Jian
Xiao Jian (Jinan, 26 gennaio 1973) è un ex calciatore cinese, di ruolo difensore.

## Carriera

### Nazionale
Nel 1995 ha giocato 3 partite amichevoli in nazionale.